# Au revoir là-haut
Au revoir là-haut is een Franse film van Albert Dupontel die werd uitgebracht in 2017.
Het scenario is gebaseerd op de gelijknamige roman (2013) van Pierre Lemaitre die in 2013 met de Prix Goncourt werd bekroond.

## Samenvatting
Marokko, november 1920. Albert Maillard wordt ondervraagd door een officier van de Franse Gendarmerie Nationale.
De veertiger Maillard is een voormalige boekhouder die in de loopgraven van de Eerste Wereldoorlog heeft gezeten. Zijn antwoorden op de vragen van de officier geven een inzicht in wat hem is overkomen, vanaf enkele dagen voor Wapenstilstandsdag tot de dag van zijn aanhouding in Marokko. 
Even voor de wapenstilstand zal worden afgekondigd beveelt de meedogenloze en sadistische luitenant Pradelle, uit op het uitlokken van een victorieuze aanval om zijn bevordering tot kapitein in extremis nog uit de brand te slepen, twee soldaten om op verkenning te gaan. De twee verkenners worden doodgeschoten. Daarop verplicht Pradelle zijn manschappen uit de loopgraven te klimmen om hen op die manier een gewisse dood in te jagen. Maillard heeft echter gezien dat Pradelle de twee verkenners eigenhandig heeft neergeschoten. 
Even later komt Maillard door een explosie terecht in een krater waarin hij wordt bedolven door opspattende aarde. De jonge soldaat Édouard Péricourt redt Maillard door hem uit de krater te graven. Hierbij wordt hij door een obusscherf in het gelaat getroffen.
Na de oorlog wil de uit de Parijse hoge burgerij afkomstige Péricourt als 'gueule cassée' geen contact meer met zijn familie. Hij gaat met Maillard samenwonen in Parijs. Maillard aanvaardt allerlei jobs, steelt en bedriegt om morfine voor Édouard te kunnen kopen. Beiden voelen ze zich in de steek gelaten door de Franse staat. Om zich te wreken bedenken ze een grootschalige zwendel in oorlogsmonumenten die Édouard, een talentrijke en creatieve tekenaar, ontwerpt.
Hun ex-luitenant Pradelle licht ondertussen de Franse staat op zijn manier op, in dezelfde sector. Hij zal hun pad opnieuw kruisen want hij heeft een contract met de staat afgesloten om de stoffelijke resten van de gesneuvelden in lijkkisten over te brengen naar militaire begraafplaatsen. Zonder scrupules laat hij de kisten vullen met aarde, stenen en zelfs met Duitse soldaten. Om nog meer winst te maken laat hij kleinere kisten vervaardigen waarin lijken komen te liggen die verzaagd zijn. Bovendien is hij ondertussen gehuwd met de zus van Péricourt, een verstandshuwelijk zal weldra blijken.

## Rolverdeling
| Acteur                 | Personage                                                      |
| ---------------------- | -------------------------------------------------------------- |
| Albert Dupontel        | soldaat Albert Maillard                                        |
| Nahuel Pérez Biscayart | soldaat Édouard Péricourt                                      |
| Laurent Lafitte        | luitenant Henri d’Aulnay-Pradelle                              |
| Niels Arestrup         | Marcel Péricourt, de vader van Édouard                         |
| Émilie Dequenne        | Madeleine Péricourt, de zuster van Émile                       |
| Mélanie Thierry        | Pauline, de dienstmeid van de familie Péricourt                |
| Héloïse Balster        | Louis, het jong meisje                                         |
| Michel Vuillermoz      | inspecteur Joseph Merlin                                       |
| André Marcon           | de officier die Maillard in Marokko verhoort                   |
| Philippe Uchan         | Labourdin, de burgemeester van het 8e arrondissement in Parijs |
| Kyan Khojandi          | Dupré, de medewerker van Pradelle                              |